# Şoray Uzun
Şoray Uzun (Razgrad, 9 juni 1967) is een Turkse presentator, comédienne, scenarioschrijver, regisseur en acteur.
Uzun heeft in verschillende films en series gewerkt. Zo speelde hij de rol van Ahmet in de televisieserie 'Seksenler' ('De jaren tachtig'). Hij was in 2013 de prestator van Cevap Soruda op de Turkse zender TRT 1 en in 2014 van  Quizz or Buzz op de Turkse zender ATV.
In 1999 trouwde hij met Elçin Uzun. Uit dit huwelijk zijn 2 jongens geboren. 

## Filmografie

### Bioscoop
- 1988: Salıncakta Üç Kişi
- 1992: Romeo Ve Juliet
- 1992: Denize Hançer Düştü
- 1996: İstanbul 24 Saat
- 1998: Cumhuriyet

### Televisie
- 1987: Belene
- 1992: Karşı Show
- 1993: Barışta Savaşanlar
- 1994: Kaygısızlar
- 1994: Geçmişin İzleri
- 1995: Evdekiler
- 1995: Bizim Ev
- 1996: Süt Kardeşler
- 1997: Baskül Ailesi
- 1998: Ruhsar
- 1999: Köstebek
- 2000: Zülküf İle Zarife
- 2002: Öyle bir Sevdi ki
- 2005: Sonradan Görme
- 2008: Mesut Mutlu Mümin
- sinds 2012: Seksenler
- sinds 2013: Çocuklar Duymasın
- sinds 2014: Seksenler

### Overige
- Süt Kardeşler
- Cevap Soruda
- Şoray Uzun Yolda
- Süt Kardeşler